# كأس رابطة المحترفين الإماراتية 2009–10
كأس اتصالات للمحترفين 2009–10 هو موسم من كأس الخليج العربي الإماراتي. أشرف على تنظيمه اتحاد الإمارات العربية المتحدة لكرة القدم، وكان عدد الأندية المشاركة فيه 12، وفاز فيه نادي الجزيرة.